# إيمان حداد (إعلامية)
إيمان حداد هي إعلامية ومقدمة برامج تلفزيون قدمت برنامج اليوم من القدس على قناة الحرة. وبرامج قناة مكان.
خلال عملها قامت بعدة تغطيات سياسية للانتخابات الإسرائيلية، حرب غزة، الانتخابات الأردنية، الثورات العربية كما قامت باجراء مقابلات مع سياسيين إسرائيليين عرب وأمريكيين مثل شمعون بيريز، مارتن لوثر كينغ الابن، صائب عريقات، أحمد قريع، حنان عشراوي، مايكل أورين وغيرهم.
أجرت عدة تغطيات إعلامية في دول عربية كالاردن والمغرب. إضافة لعملها في التقديم قدمت عدة تقارير ميدانية مثل تقرير «نساء طالبان» في إسرائيل وتقارير عن أحوال اللاجيئن الفلسطينيين في الأردن. قبل انضمامها للحرة عملت في القناة العاشرة الإسرائيلية في برنامج وثائقي بعنوان «الراي الآخر». كما عملت لمدة أربع سنوات مستشارة اعلامية في شركة مكان اريكسون للتسويق.
حاصلة على الماجستير في الاعلام السياسي من جامعة تل أبيب وفي فترة التعليم شاركت ببحث اكاديمي للجامعة عن تاثير الانترنيت على الحملات الانتخابية. برنامج اليوم الذي تقدمه على قناة الحرة يعتبر من البرامج الفريدة في العالم العربي، حيث يبث من 5 عواصم وهي: القدس، دبي، القاهرة، بيروت، واشنطن، لمدة 3 ساعات يوميا في ساعات المساء.

## من مؤلفاتها
- كتاب: “هل تريد ان تصبح مقدما تلفزيونيا- كواليس واسرار البث المباشر”[1]